# Dansk Motorsport Award
Dansk Motorsport Award er et awardshow, arrangeret af Copenhagen Event Company, hvor man i begyndelsen af året hylder danske motorsportsudøvere. Der uddeles priser til årets kører i rally, speedway, banesport, motocross, karting og road racing, motorsportstalent, bilsportskører, MC-sportskører, motorsportevent og en fairplay-pris.